# Cochlea (protista)
Cochlea es un género de foraminífero bentónico considerado homónimo posterior de Cochlea Costa, 1778, y sinónimo posterior de Lenticulina de la subfamilia Lenticulininae, de la familia Vaginulinidae, de la superfamilia Nodosarioidea, del suborden Lagenina y del orden Lagenida. Su especie tipo era Cochlea sapracolli. Su rango cronoestratigráfico abarcaba el Volgiense inferior (Jurásico superior).

## Clasificación
Cochlea incluía a la siguiente especie:
- Cochlea sapracolli †